# Ejal (vesnice)
Ejal (hebrejsky אֱיָל, doslova „Jelen“, v oficiálním přepisu do angličtiny Eyal) je vesnice typu kibuc v Izraeli, v Centrálním distriktu, v Oblastní radě Drom ha-Šaron.

## Geografie
Leží v nadmořské výšce 72 metrů na pomezí hustě osídlené a zemědělsky intenzivně využívané pobřežní nížiny, respektive Šaronské planiny, a kopcovitých oblastí podél Zelené linie oddělujících vlastní Izrael v mezinárodně uznávaných hranicích od okupovaného Západního břehu Jordánu.
Obec se nachází 15 kilometrů od břehu Středozemního moře, cca 24 kilometrů severovýchodně od centra Tel Avivu, cca 66 kilometrů jižně od centra Haify a 7 kilometrů severovýchodně od města Kfar Saba. Ejal obývají Židé, přičemž osídlení v tomto regionu je etnicky smíšené. Západním směrem v pobřežní nížině je osídlení ryze židovské. Na severu ke kibucu přiléhá rovněž židovské město Kochav Jair. Na severovýchod a severozápad od kibucu ovšem začíná část pásu měst a vesnic obývaných izraelskými Araby - takzvaný Trojúhelník. Nejblíže je to město Tira 3 kilometry odtud. Kibuc leží přímo na Zelené linii, za ní pak 2 kilometry jižním směrem leží velké palestinské arabské město Kalkílija. Východně od Ejal ovšem do Západního břehu Jordánu proniká blok s židovskou osadou Cofim. Arabské části Západního břehu byly počátkem 21. století odděleny od vlastního Izraele pomocí bezpečnostní bariéry.
Ejal je na dopravní síť napojen pomocí místní silnice číslo 444. Z ní k východu do vesnice Cofim odbočuje lokální silnice číslo 5504. Západně od kibucu probíhá severojižním směrem dálnice číslo 6 (takzvaná Transizraelská dálnice).

## Dějiny
Ejal byl založen v roce 1949. Ke zřízení došlo 1. listopadu 1949. Kibuc vznikl jako polovojenská hraniční osada typu Nachal. Jeho zakladatelé původně pobývali v Horní Galileji, ale během války za nezávislost v roce 1948 museli své místo opustit a přesídlili sem. Tato zakladatelská skupina se ale brzy rozpadla a vesnice byla dosídlena příchodem nových židovských imigrantů.
Správní území kibucu dosahuje 2006 dunamů (2,006 kilometru čtverečního). Místní ekonomika je založena na zemědělství a průmyslu (elektrotechnický a optický průmysl).

## Demografie
Podle údajů z roku 2014 tvořili naprostou většinu obyvatel v Ejal Židé (včetně statistické kategorie "ostatní", která zahrnuje nearabské obyvatele židovského původu ale bez formální příslušnosti k židovskému náboženství).
Jde o menší sídlo vesnického typu s dlouhodobě rostoucí populací. K 31. prosinci 2014 zde žilo 474 lidí. Během roku 2014 populace klesla o 0,2 %.
| Rok            | 1961 | 1972 | 1983 | 1995 | 2001 | 2003 | 2004 | 2005 | 2006 | 2007 | 2008 | 2009 | 2010 | 2011 | 2012 | 2013 | 2014 |
| -------------- | ---- | ---- | ---- | ---- | ---- | ---- | ---- | ---- | ---- | ---- | ---- | ---- | ---- | ---- | ---- | ---- | ---- |
| Počet obyvatel | 44   | 125  | 257  | 362  | 381  | 388  | 387  | 393  | 424  | 429  | 448  | 424  | 431  | 455  | 462  | 475  | 474  |